# سعود الراشد (لاعب كرة قدم)
سعود غالي الراشد لاعب كرة قدم سعودي يلعب في مركز ظهير أيمن في نادي الحزم.

## مسيرة اللاعب
لعب في نادي النهضة ونادي الخلود ونادي الحزم.